# Loretto Petrucci
Loretto Petrucci, född den 18 augusti 1929 i Capostrada di Pistoia, död den 17 juni 2016 på samma plats, var en italiensk landsvägscyklist som var professioenell från 1949 till 1960. Hans främsta år var 1953 då han vann den "inofficiella världscupen" Challenge Desgrange-Colombo, bland annat med hjälp av segrar i Milano–Sanremo, som han även vunnit året innan, och Paris–Bryssel.

## Meriter
| 1950 3:a i Coppa Bernocchi 3:a i Giro del Piemonte 4:a i Giro del Veneto 1951 Vinnare av Giro di Toscana 3:a i Milano–Sanremo 3:a i Trofeo Baracchi (med Alfredo Martini) 4:a i Ronde van Vlaanderen 4:a i GP Industria e Commercio di Prato 6:a i Milano–Torino 6:a i Giro di Romagna 8:a i Grand Prix des Nations 9:a i Rom-Neapel-Rom Vinnare av etapp 2b 10: i Giro del Piemonte 1952 Vinnare av Milano–Sanremo 2:a i Ronde van Vlaanderen 2:a i Trofeo Baracchi (med Giuseppe Minardi) 4:a i Giro dell'Emilia 7:a i Milano–Torino 7:a i Critérium des As 8:a i Giro del Veneto 9:a i Paris-Roubaix 9:a i Giro dell'Appennino | 1953 Vinnare av Challenge Desgrange-Colombo Vinnare av Milano–Sanremo Vinnare av Paris–Bryssel 2:a i Giro del Piemonte 2:a i linjelopp vid Italienska mästerskapen 2:a i Milano–Torino 2:a i Giro di Campania 3:a i La Flèche Wallonne 5:a i Ronde van Vlaanderen 9:a i Trofeo Baracchi (med Alfredo Martini) 1954 5:a i Milano–Sanremo 10:a i Paris-Tours 1955 Vinnare av Giro del Lazio 1956 6:a i Milano-Vignola |